# 燕翼堂
29°55′17″N 118°16′53″E / 29.92139°N 118.28139°E
燕翼堂是中国安徽省黄山市徽州区呈坎镇呈坎村的一座保存较好的明代民居建筑，位于天灯巷1号，坐西向东，前、后、右均为狭窄的街巷，前后两进，均为三开间五步架的三层楼建筑。
该建筑为典型的徽派风格，古朴精美，四面均为高大的封火墙，窗户少而小，靠天井采光，天井中安放“七石缸”。
其家主是一位宫廷御医，在设计时尤为重视防火，木结构不外露，外墙、门扇、全部用青砖封砌，地面铺满方砖，窗户也加外部镶砖，二层楼板有一层厚厚的干沙，一旦发生火灾，干沙和方砖下落，起到自动灭火的作用。此处也是“扬州八怪”之一罗聘的祖屋。
2001年，燕翼堂和呈坎村内共计20处明清古建筑，包括长春大社、罗会泰宅、文献祠、钟英楼（更楼）、隆兴桥、环秀桥、下屋、罗纯夫宅、罗润坤宅、石柱厅、首善儒宗宅门楼、罗永祈宅、罗永宁宅等、以呈坎村古建筑群的名义，列为全国重点文物保护单位。